# El Loco
El Loco è il settimo album in studio del gruppo musicale rock statunitense ZZ Top, pubblicato nel 1981.

## Tracce
Tutte le tracce sono scritte e composte da Billy Gibbons, Dusty Hill e Frank Beard.
1. Tube Snake Boogie - 3:03
2. I Wanna Drive You Home - 4:44
3. Ten Foot Pole - 4:19
4. Leila - 3:13
5. Don't Tease Me - 4:20
6. It's So Hard - 5:12
7. Pearl Necklace - 4:02
8. Groovy Little Hippie Pad - 2:40
9. Heaven, Hell or Houston - 2:32
10. Party on the Patio - 2:49

## Formazione
- Billy Gibbons – chitarra, voce
- Dusty Hill – basso, cori, voce (in 5 e 10)
- Frank Beard – batteria, percussioni